# Скофилд, Джонатан
Джо́натан Майкл Ско́филд (англ. Jonathan Michael Schofield; 10 мая 1985, Питерсфилд) — британский гребец-байдарочник, выступает за сборную Великобритании с 2007 года. Бронзовый призёр летних Олимпийских игр в Лондоне, серебряный и бронзовый призёр чемпионатов мира, трёхкратный чемпион Европы, победитель многих регат национального и международного значения.

## Биография
Джонатан Скофилд родился 10 мая 1985 года в городе Питерсфилд графства Гэмпшир. Активно заниматься греблей начал с раннего детства, проходил подготовку в Лестере в каноэ-клубе колледжа Сор-Вэлли.
Впервые заявил о себе в сезоне 2002 года, одержав победу на юниорском чемпионате мира в Уэльсе. На взрослых первенствах мира дебютировал в 2007 году, в двойках на пятистах метрах разместился в итоговом протоколе лишь на девятой позиции и не смог квалифицировать на Олимпийские игры в Пекине.
Первого серьёзного успеха на взрослом международном уровне добился в 2010 году, когда попал в основной состав британской национальной сборной и побывал на чемпионате Европы в испанской Корвере, откуда привёз награду золотого достоинства, выигранную в зачёте двухместных байдарок на дистанции 200 метров. Кроме того, в этом сезоне выступил на чемпионате мира в польской Познани, где стал серебряным призёром в эстафете 4 × 200 м и бронзовым призёром в двойках на двухстах метрах. Год спустя в двухсотметровой программе байдароК-двоек одержал победу на европейском первенстве в Белграде и получил серебро на мировом первенстве в Сегеде.
В 2012 году на чемпионате Европы в хорватском Загребе Скофилд в третий раз подряд стал лучшим в двухсотметровой гонке двоек. Благодаря череде удачных выступлений удостоился права защищать честь страны на домашних летних Олимпийских играх в Лондоне — вместе со своим напарником Лиамом Хитом финишировал в двойках на двухстах метрах третьим, уступив только экипажам из России и Белоруссии, и завоевал тем самым бронзовую олимпийскую медаль.
После лондонской Олимпиады Джонатан Скофилд остался в основном составе гребной команды Великобритании и продолжил принимать участие в крупнейших международных регатах. Так, в 2013 году он добавил в послужной список серебряную награду, полученную в двухсотметровой гонке двухместных байдарок на чемпионате мира в немецком Дуйсбурге. В следующем сезоне представлял страну на мировом первенстве в Москве и выиграл бронзу в программе эстафеты 4 × 200 м.
Имеет высшее образование, в июне 2010 года окончил Университет Лафборо, где обучался на факультете антропобиологии. Ныне проживает в Мейденхеде, графство Беркшир.